# Jennifer Kent
Jennifer Kent (ur. 5 marca 1969 w Brisbane) – australijska reżyserka i scenarzystka filmowa, która zaczynała karierę jako aktorka.

## Życiorys
Po ukończeniu w 1991 studiów aktorskich na uczelni National Institute of Dramatic Art w Sydney występowała w licznych filmach, a zwłaszcza serialach telewizyjnych. Gdy straciła zainteresowanie aktorstwem, postanowiła zająć się reżyserią. Nie chcąc jednak iść do szkoły filmowej i będąc pod silnym wpływem obejrzanego dramatu Tańcząc w ciemnościach (2000), napisała do reżysera Larsa von Triera list z prośbą o angaż. W taki sposób znalazła pracę stażystki na planie Dogville (2003). Doświadczenie to uważała odtąd za odpowiednik swojej własnej szkoły filmowej.
Jej dwie samodzielne pełnometrażowe fabuły, przynależące do kina gatunkowego, odbiły się w filmowym świecie szerokim echem. Babadook (2014) był cenionym przez krytyków horrorem, a jednocześnie opowieścią o depresji. Z kolei Słowik (2018) to osadzona w XIX-wiecznej Tasmanii historia krwawej zemsty irlandzkiej kobiety na brytyjskim oficerze. Obraz stał się prawdziwym wydarzeniem 75. MFF w Wenecji, gdzie startował w konkursie głównym i zdobył Nagrodę Specjalną Jury.